# Pistolet Beretta 951
Beretta 951 – włoski pistolet samopowtarzalny.

## Historia
W 1938 Regio Esercito (włoskie wojska lądowe) przyjęło do uzbrojenia pistolet maszynowy Beretta Mod.938 kalibru 9 mm Parabellum. W tym samym roku firma Beretta przedstawiła do prób wojskowych pistolet Beretta Mod.938. Była to powiększona wersja pistoletu Mod.934 kalibru 9 mm Short, w tym czasie przepisowej broni krótkiej armii włoskiej. Pistolet Mod.938 podobnie jak Mod.934 działał na zasadzie odrzutu zamka swobodnego, co skutkowało nadmierna masą broni strzelającej silnym nabojem Parabellum i stało się przyczyną odrzucenia Mod.938 przez wojsko. Ponieważ Beretta nie zdecydowała się uruchomić produkcji pistoletu Mod.938 na rynek cywilny lub na eksport pozostał on prototypem.
Do pomysłu opracowania pistoletu kalibru 9 mm Parabellum Beretta powróciła po II wojnie światowej. W jej trakcie okazało się, że Mod.934 choć lekki i wygodny w przenoszeniu z powodu niewielkiej energii wystrzeliwanych pocisków nie nadaje się do roli pistoletu wojskowego. Opracowując nowy pistolet konstruktorzy Beretty postanowili oprzeć się na konstrukcji Beretty Mod.938 i niemieckiego Walthera P.38. Z prototypu przejęto konstrukcję mechanizmu spustowo-uderzeniowego i ogólny wygląd broni, z P.38 przejęto mechanizm ryglowy z ryglem wahliwym.
Produkcję Beretty 951 w macierzystych zakładach rozpoczęto w 1951 roku. Nowy pistolet Beretty został przyjęty do uzbrojenia przez armię włoską, izraelską, egipska i iracką, a także policję nigeryjską. W Egipcie i Iraku uruchomiono także produkcję licencyjna tego pistoletu. W Egipcie był produkowany jako Helwan, a w Iraku jako Tariq 951.
Ponieważ na włoskim rynku cywilnym nie wolno sprzedawać broni zasilanej amunicją przyjęta do uzbrojenia przez armię skonstruowano wersję pistoletu Model 951 zasilana amunicją 7,65 mm Parabellum oznaczoną jako Model 952. Powstał także pistolet automatyczny Beretta 951R oparty na konstrukcji Beretty 951.
Beretta zakończyła produkcję pistoletu Model 951 w 1982 roku.

## Opis
Beretta 951 była bronią samopowtarzalną. Zasada działania oparta na krótkim odrzucie lufy. Zamek ryglowany ryglem wahliwym. Mechanizm spustowy bez samonapinania z kurkowym mechanizmem uderzeniowym. Kurek zewnętrzny. Bezpiecznik w formie kołka w górnej części chwytu. Wciśnięcie w lewą okładkę powoduje odbezpieczenie, w prawą zabezpieczenie broni.
Model 951 był zasilany z wymiennego, jednorzędowego magazynka pudełkowego o pojemności 8 naboi, umieszczonego w chwycie. Zaczep magazynka w dolnej części lewej okładki chwytu. Po wystrzeleniu ostatniego naboju zamek zatrzymywany był w tylnym położeniu przez zatrzask zamkowy. Lufa gwintowana. Przyrządy celownicze mechaniczne (muszka i szczerbinka).